# Richterswil
Richterswil (gzu. Richterschwyl, Richtischwiil) – miejscowość i gmina (Politische Gemeinde) w północnej Szwajcarii, w kantonie Zurych, w okręgu (Bezirk) Horgen. Leży nad Jeziorem Zuryskim oraz Hüttnersee. 

## Demografia
W Richterswil mieszka 13 987 osób. W 2021 roku 20,3% populacji gminy stanowiły osoby urodzone poza Szwajcarią.

## Transport
Przez teren gminy przebiegają autostrada A3 oraz drogi główne nr 3, nr 388 i nr 389.